# ВЕЦ „Студен кладенец“
Вижте пояснителната страница за други значения на Кърджали.
ВЕЦ „Студен кладенец“ е водноелектрическа централа в южна България, разположена в село Бойник. Тя е част от второто стъпало на Каскада „Арда“, която е собственост на Националната електрическа компания.
Централата е надземна деривационна и се захранва с водите на разположения на 600 m от нея язовир „Студен кладенец“, които се подават по напорен тунел с диаметър 6,2 m до висока 44,2 m водна кула, а оттам по два подземни напорни тръбопровода с диаметър по 3,8 m. Средният нетен пад е 59,5 m, а застроеното водно количество – 120 m³/s. При първоначалното изграждане през 1958 година е оборудвана с 4 френсисови турбини с общ капацитет 60 MW, който е увеличен след рехабилитация през 2004 година до 67,2 MW. През 2009 година е добавена още една турбина с мощност 17 MW, както и малка турбина от 1,3 MW в тялото на язовирната стена, която да оползотворява водите, подавани от язовира, за екологични нужди.